# Izabela Mikołajczyk
Izabela Mikołajczyk (ur. 4 września 1990) – polska lekkoatletka, wieloboistka.

## Życiorys
Sportową karierę rozpoczęła od skoku wzwyż, z czasem zaczęła trenować wielobój, w 2010 została mistrzynią Polski w siedmioboju i reprezentowała kraj w zawodach superligi pucharu Europy w wielobojach w Tallinnie. W 2012 zdobyła dwa złote medale mistrzostw kraju. Lekkoatletykę uprawia także jej starsza siostra – Olga. 

## Rekordy życiowe
- Siedmiobój lekkoatletyczny – 5968 pkt. (2012)
- Pięciobój lekkoatletyczny – 4188 pkt. (2017)
- Skok wzwyż – 1,92 (2012)